# Claudio Marchisio
Claudio Marchisio (sinh ngày 19 tháng 1 năm 1986) là một cựu cầu thủ bóng đá chuyên nghiệp người Ý. Anh trưởng thành từ lò đào tạo trẻ Juventus. Anh dành hầu hết sự nghiệp của mình chơi cho Juventus.
Kể từ khi thể hiện bước đột phá trong mùa giải 2008-09, Marchisio thường được so sánh với cựu tiền vệ Juventus và Đội tuyển Ý Marco Tardelli với phong cách thi đấu ngoan cường và khả năng đọc tình huống tốt của mình. Anh là một tiền vệ đa năng, anh có thể chơi ở trung tâm hàng tiền vệ hay đá cánh nhưng vị trí ưa thích và thi đấu hiệu quả nhất của anh là ở trung tâm. Mặc dù chủ yếu dùng chân phải, anh lại sở hữu những cú sút mạnh mẽ bằng cả hai bàn chân, điều đó hỗ trợ rất tốt vì anh có thiên hướng thực hiện những cú sút xa từ bên ngoài vòng cấm khi có cơ hội.
Từ mùa giải 2011–12 anh đã trở thành trụ cột của Juventus, một cầu thủ không thể thiếu ở hàng tiền vệ của Juve bên cạnh Pirlo và Arturo Vidal để hợp thành bộ 3 xuất sắc. Anh gắn bó với Juventus đến năm 2018 trước khi sang Zenit Saint Petersburg và giải nghệ tại đây vào năm 2019.

## Sự nghiệp câu lạc bộ

### Zenit Saint Petersburg

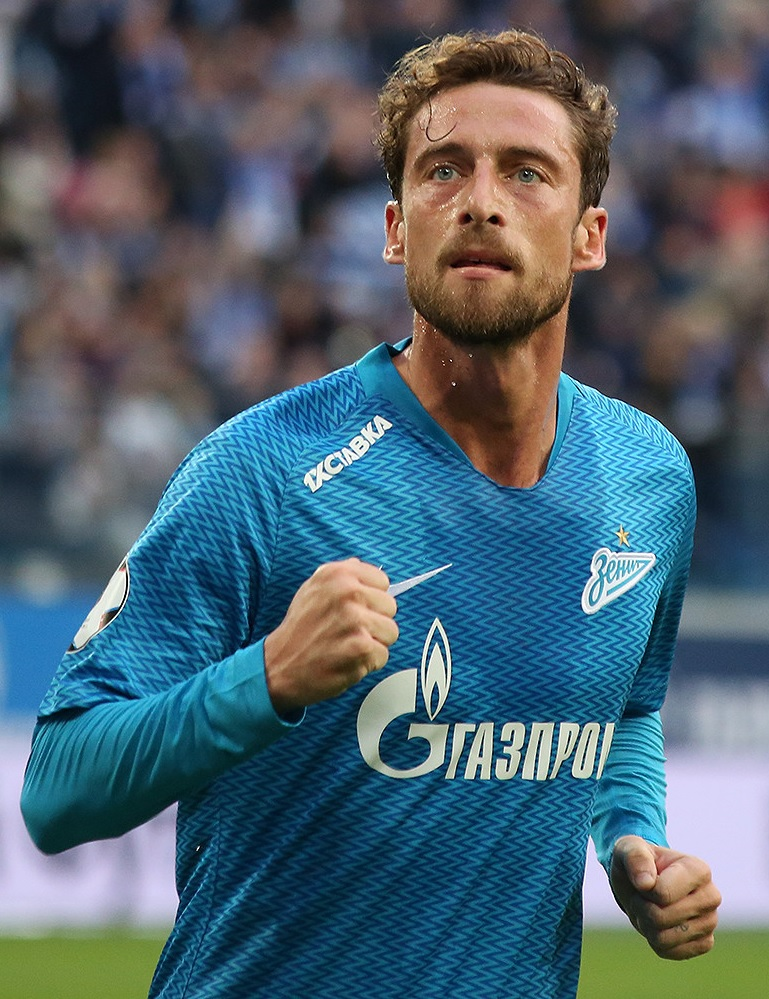
Marchisio thi đấu cho Zenit Sankt Petersburg năm 2018.

Ngày 3 tháng 9 năm 2018, Marchisio ký hợp đồng 2 năm với Zenit sau khi kết thúc quãng thời gian 25 năm tại Juventus. Ngày 16 tháng 9 năm 2018, Marchisio có trận ra mắt cho Zenit trong chiến thắng 2-1 trên sân của Orenburg, khi vào sân từ ghế dự bị ở phút thứ 71. Ngày 1 tháng 7 năm 2019, Zenit công bố rằng Marchisio đã rời câu lạc bộ sau khi đôi bên đồng thuận thanh lý hợp đồng.

### Giải nghệ
Ngày 3 tháng 10 năm 2019, Marchisio tuyên bố giải nghệ sau buổi họp báo tại sân vận động Juventus.  Anh được vinh dự thông báo việc "treo giày" tại Gianni e Umberto Agnelli, căn phòng chỉ được sử dụng cho những sự kiện đặc biệt của đội bóng thành Turin.

## Sự nghiệp quốc tế

### World Cup 2014
Sau khi thường xuyên ra sân tại các trận đấu vòng loại, Marchisio có tên trong danh sách tham dự World Cup 2014 của đội tuyển Ý.
Ngày 30 tháng 5 năm 2014, lần đầu tiên anh được mang đội trưởng tuyển Ý trong trận giao hữu chuẩn bị World Cup gặp Cộng hòa Ireland, sau khi Riccardo Montolivo rời sân vì chấn thương.

Tại World Cup 2014, anh đã có bàn thắng đầu tiên tại một giải đấu lớn, khi ghi bàn từ khoảng cách 25 yard vào lưới đội tuyển Anh. Marchisio tiếp tục ra sân trong hai trận đấu vòng bảng tiếp theo gặp Costa Rica và Urugay. Cả hai trận đấu đó, Ý đều để thua với cùng một tỷ số 1-0. Trong trận đấu cuối cùng gặp đội tuyển Uruguay, anh đã phải nhận một thẻ đỏ trực tiếp đầy tranh cãi ở phút thứ 59. Đây là thẻ đỏ đầu tiên trong sự nghiệp thi đấu quốc tế của Marchisio. Đội tuyển Ý sau đó thua 1-0 và bị loại ngay từ vòng bảng.

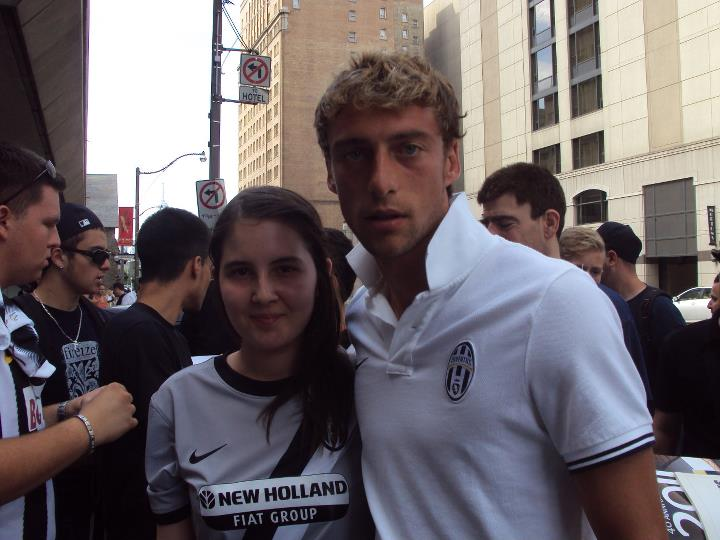
Claudio Marchisio tại Toronto

## Thống kê sự nghiệp

### Câu lạc bộ
Tính đến 19 tháng 5 năm 2018
| Câu lạc bộ             | Mùa giải     | Giải quốc nội  | Giải quốc nội | Giải quốc nội | Cúp quốc gia | Cúp quốc gia | Châu Âu | Châu Âu | Khác | Khác | Tổng cộng | Tổng cộng |
| Câu lạc bộ             | Mùa giải     | Giải đấu       | Trận          | Bàn           | Trận         | Bàn          | Trận    | Bàn     | Trận | Bàn  | Trận      | Bàn       |
| ---------------------- | ------------ | -------------- | ------------- | ------------- | ------------ | ------------ | ------- | ------- | ---- | ---- | --------- | --------- |
| Juventus               | 2005–06      | Serie A        | 0             | 0             | 0            | 0            | 0       | 0       | —    | —    | 0         | 0         |
| Juventus               | 2006–07      | Serie B        | 24            | 0             | 0            | 0            | —       | —       | —    | —    | 24        | 0         |
| Juventus               | 2008–09      | Serie A        | 24            | 3             | 0            | 0            | 6       | 0       | —    | —    | 30        | 3         |
| Juventus               | 2009–10      | Serie A        | 28            | 3             | 0            | 0            | 7       | 0       | —    | —    | 35        | 3         |
| Juventus               | 2010–11      | Serie A        | 32            | 4             | 1            | 0            | 8       | 0       | —    | —    | 41        | 4         |
| Juventus               | 2011–12      | Serie A        | 36            | 9             | 3            | 1            | —       | —       | —    | —    | 39        | 10        |
| Juventus               | 2012–13      | Serie A        | 29            | 6             | 2            | 0            | 8       | 2       | 1    | 0    | 40        | 8         |
| Juventus               | 2013–14      | Serie A        | 29            | 4             | 2            | 0            | 11      | 0       | 1    | 0    | 43        | 4         |
| Juventus               | 2014–15      | Serie A        | 35            | 3             | 4            | 0            | 12      | 0       | 1    | 0    | 52        | 3         |
| Juventus               | 2015–16      | Serie A        | 23            | 0             | 3            | 0            | 5       | 0       | 1    | 0    | 32        | 0         |
| Juventus               | 2016–17      | Serie A        | 18            | 1             | 2            | 0            | 8       | 1       | 1    | 0    | 29        | 2         |
| Juventus               | 2017–18      | Serie A        | 15            | 0             | 4            | 0            | 1       | 0       | 0    | 0    | 20        | 0         |
| Tổng cộng              | Tổng cộng    | Tổng cộng      | 294           | 33            | 24           | 1            | 66      | 3       | 5    | 0    | 389       | 37        |
| Empoli (mượn)          | 2007–08      | Serie A        | 26            | 0             | 1            | 0            | 2       | 0       | —    | —    | 29        | 0         |
| Zenit Saint Petersburg | 2018–19      | Premier League | 9             | 2             | 1            | 0            | 5       | 0       | —    | —    | 15        | 2         |
| Career Total           | Career Total | Career Total   | 329           | 35            | 26           | 1            | 73      | 3       | 5    | 0    | 433       | 39        |

1. 1 2 3 4 5 6  UEFA Champions League
2. ↑  UEFA Champions League, Europa League
3. 1 2 3  Europa League
4. 1 2 3 4 5 6  Supercoppa Italiana
5. ↑  UEFA Champions League, Europa League

### Đội tuyển quốc gia
Tính đến 7 tháng 6 năm 2017
| Đội tuyển quốc gia Ý | Đội tuyển quốc gia Ý | Đội tuyển quốc gia Ý | Đội tuyển quốc gia Ý |
| Năm                  | Trận                 | Bàn                  |                      |
| -------------------- | -------------------- | -------------------- | -------------------- |
| 2009                 | 2                    | 0                    |                      |
| 2010                 | 7                    | 0                    |                      |
| 2011                 | 9                    | 1                    |                      |
| 2012                 | 13                   | 0                    |                      |
| 2013                 | 10                   | 1                    |                      |
| 2014                 | 10                   | 2                    |                      |
| 2015                 | 3                    | 1                    |                      |
| 2016                 | 0                    | 0                    |                      |
| 2017                 | 1                    | 0                    |                      |
| Tổng cộng            | 55                   | 5                    |                      |

### Bàn thắng quốc tế
| #  | Ngày                 | Địa điểm                                          | Đối thủ    | Bàn thắng | Kết quả | Giải đấu            |
| -- | -------------------- | ------------------------------------------------- | ---------- | --------- | ------- | ------------------- |
| 1  | 7 tháng 10 năm 2011  | Sân vận động Crvena Zvezda, Belgrade, Serbia      | Serbia     | 1–0       | 1–1     | Vòng loại Euro 2012 |
| 2. | 11 tháng 6 năm 2013  | Sân vận động Sao Januario, Rio de Janeiro, Brasil | Haiti      | 2–0       | 2–2     | Giao hữu            |
| 3. | 4 tháng 6 năm 2014   | Sân vận động Renato Curi, Perugia, Ý              | Luxembourg | 1–0       | 1–1     | Giao hữu            |
| 4. | 14 tháng 6 năm 2014  | Arena da Amazônia, Manaus, Brasil                 | Anh        | 1–0       | 2–1     | World Cup 2014      |
| 5. | 17 tháng 11 năm 2015 | Sân vận động Renato Dall'Ara, Bologna, Ý          | Anh        | 1–1       | 2–2     | Giao hữu            |

## Danh hiệu
Juventus 
- Serie A (7): 2011–12, 2012–13, 2013–14, 2014–15, 2015–16, 2016–17, 2017–18
- Serie B: 2006–07
- Supercoppa Italiana (3): 2012, 2013, 2015
- Coppa Italia (4): 2014–15, 2015–16, 2016–17, 2017–18

Zenit Saint Petersburg
- Russian Premier League: 2018–19[10][11]

### Quốc tế
Đội tuyển quốc gia Ý
- UEFA European Championship runner-up: 2012
- FIFA Confederations Cup bronze medal: 2013

U-21 Ý
- Toulon Tournament: 2008[12]

### Cá nhân
- 2009 UEFA European under-21 Championship Team of the Tournament[13]
- Oscar del Calcio Serie A Team of the Year (midfield position): 2010–11 (joint winner with Thiago Motta),[14] 2011–12[15]
- Đội hình tiêu biểu UEFA Champions League: 2014–15[16]